# A Perfect Ending
Pour plus de détails, voir Fiche technique et Distribution.
A Perfect Ending est un film américain réalisé par Nicole Conn, sorti en 2012.

## Synopsis
Rebecca Westridge (Barbara Niven), une belle quinquagénaire, riche, mariée et mère de trois enfants semble comblée.
Toutefois, Rebecca révèle à deux de ses meilleures amies lesbiennes qu'elle n'a jamais eu d'orgasme de sa vie.
Ces dernières lui suggèrent de faire appel à une professionnelle pour atteindre la satisfaction sexuelle.
Elles conviennent qu'une femme serait mieux qu'un homme pour cela.
Paris (Jessica Clark), une jeune call girl d'une rare beauté, arrive chez Rebecca et commence son travail... séduire cette belle femme mature qu'est Rebecca.

## Fiche technique
- Titre : A Perfect Ending
- Réalisation : Nicole Conn
- Scénario : Nicole Conn
- Producteur exécutif : Marina Rice Bader
- Musique : Bob Fowler / Stephen Ridley
- Pays d'origine : États-Unis
- Genre : Drame, romance saphique
- Durée : 110 minutes
- Date de sortie : 2012 (États-Unis)

## Distribution
- Barbara Niven : Rebecca Westridge
- Jessica Clark : Paris
- John Heard : Mason Westridge, le mari de Rebecca
- Kerry Knuppe : Jessica Westridge, la fille de Rebecca et Mason
- Cathy DeBuono : Dawn
- Rebecca Staab : Sylvie
- Morgan Fairchild : Valentina, la propriétaire de l'agence d'escorte
- Gloria Gifford : Sharon
- Imelda Corcoran : Kelly
- Lauryn Nicole Hamilton : Janice
- Mary Jane Wells : Shirin
- Ruth Connell : Mourner
- Lee Anne Matusek : Megan
- Akire : Ella (créditée comme Erika Schiff)